# The Big Fisherman
The Big Fisherman is een Amerikaanse sandalenfilm uit 1959 onder regie van Frank Borzage. Destijds werd de film in Nederland uitgebracht onder de titel Petrus de grote visser.

## Verhaal
De apostel Simon Petrus laat zich bekeren tot het christendom. Een van de redenen daarvoor is zijn bemoeienis met het liefdesleven van prins Voldi en Fara, de dochter van Herodes en een Arabische prinses.

## Rolverdeling
| Acteur             | Personage         |
| ------------------ | ----------------- |
| Howard Keel        | Simon Petrus      |
| Susan Kohner       | Prinses Fara      |
| John Saxon         | Prins Voldi       |
| Martha Hyer        | Herodias          |
| Herbert Lom        | Herodes Antipas   |
| Ray Stricklyn      | Deran             |
| Marian Seldes      | Arnon             |
| Alexander Scourby  | David Ben-Zadok   |
| Beulah Bondi       | Hannah            |
| Jay Barney         | Johannes de Doper |
| Charlotte Fletcher | Rennah            |
| Mark Dana          | Koning Zendi      |
| Rhodes Reason      | Andreas           |
| Henry Brandon      | Menicus           |
| Brian G. Hutton    | Johannes          |